# 擱淺

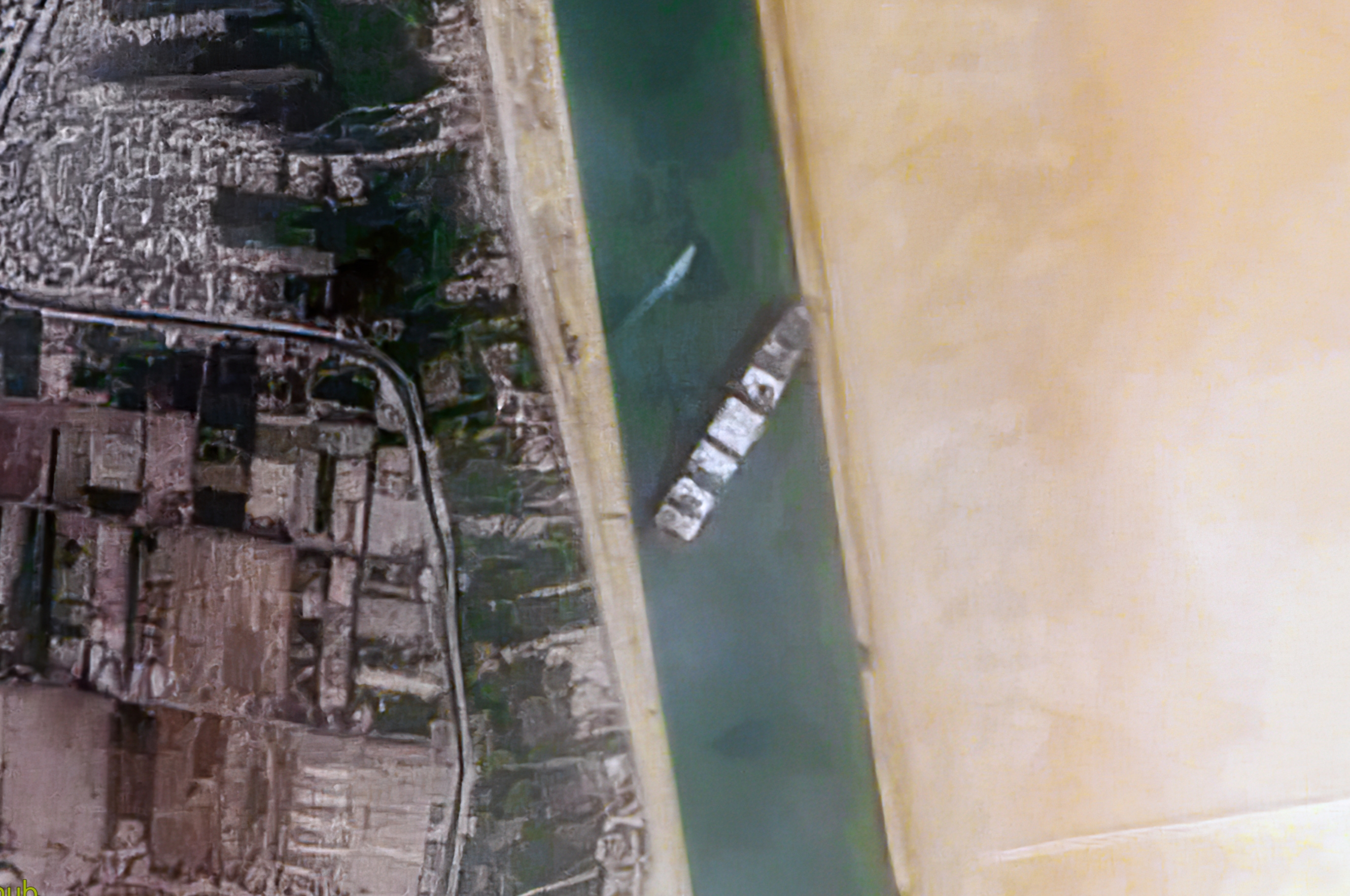
2021年3月23日擱淺於埃及蘇伊士運河的長榮海運貨櫃船長賜輪

擱淺，又稱座礁，是指船舶因航行至不足以使之正常漂浮於水面上的水深，而使船舶接觸到海床或河床等岸邊陸地。它可能是蓄意安排的，例如戰爭時運送貨物及人員的船隻搶灘登陸，或是需要進行維修保養時的船隻；也可能是非蓄意的海上意外。
擱淺不一定會對船隻造成致命的損害，但若船體破損嚴重可能會導致船體進水，可能會嚴重損害船舶的結構完整性、穩定性和安全性，並可能使船上所載的油或其他有害物質洩出，造成水體污染